# باشگاه فوتبال ماملودی سانداونز
باشگاه فوتبال ماملودی سان داونز (که خلاصه‌وار با نام Sundowns شناخته می‌شود) یک باشگاه فوتبال حرفه‌ای آفریقای جنوبی مستقر در مملودی، پرتوریا در استان خائوتنگ است که در لیگ برتر فوتبال آفریقای جنوبی، بالاترین رده سیستم لیگ فوتبال حرفه‌ای در این کشور بازی می‌کند. این تیم که در دهه ۱۹۷۰ تأسیس شد، بازی‌های خانگی خود را در ورزشگاه لوفتوس ورسفلد و ورزشگاه لوکاس مسترپیز موریپی انجام می‌دهد. مهمترین افتخارات این باشگاه، کسب ۱۷ قهرمانی در لیگ آفریقای جنوبی، ۱ قهرمانی در لیگ قهرمانان آفریقا، ۱ قهرمانی در سوپر جام آفریقا و ۱ قهرمانی در لیگ فوتبال آفریقا است.
سانداونز متعلق به بازرگان اهل آفریقای جنوبی، پاتریس موتسیپ است و از نظر ارزش مالی، یکی از با ارزش‌ترین باشگاه‌های قاره آفریقا است.

## لیگ قهرمانان آفریقا
این باشگاه تاکنون سیزده مرتبه در لیگ قهرمانان آفریقا شرکت کرده‌است و یک مرتبه در سال ۲۰۱۶ قهرمان این رقابت‌ها شده‌است.
همچنین در فصل ۲۰۲۱–۲۰۲۰ آن‌ها با پیروزی ۱۱ بر ۱ مقابل باشگاه فوتبال کوت دی اور بهترین پیروزی تاریخ این رقابت‌ها را به نام خودشان ثبت کرده‌اند.